# Piotr Włodarczyk
Pour les articles homonymes, voir Włodarczyk.
Piotr Włodarczyk, né le 4 mai 1977 à Wałbrzych en Pologne, est un footballeur international polonais.  
Il est attaquant. 
Il est le père de Szymon Włodarczyk, lui aussi footballeur professionnel,.

## Carrière
- 1993-1997 :  KP Wałbrzych
- 1997-1998 :  Legia Varsovie
- 1998 :  Ruch Chorzów
- 1998-1999 :  Legia Varsovie
- 1999-2000 :  Ruch Chorzów
- 2000-2002 :  Śląsk Wrocław
- 2002 :  AJ Auxerre
- 2003 :  Widzew Łódź
- 2004-2007 :  Legia Varsovie[3]
- 2007-2008 :  Zagłębie Lubin
- 2008-2009 :  Aris FC
- 2009-2011 :  OFI Crète[4]

Il compte quatre sélections en équipe nationale.